# Paul Elbel
Paul Elbel, né le 6 mars 1875 à Isches dans les Vosges et décédé le 9 avril 1940 à Paris, est un professeur de lettres puis, après sa participation militaire à la Première Guerre mondiale, administrateur de services étatiques dédiés au commerce et aux services et transports marchands, avant d'être un homme politique (parlementaire et ministre).

## Carrière
Paul Marie Victor est le  petit-fils d'un douanier alsacien de Strasbourg et le fils tardif d'un républicain ardent en 1848, haut fonctionnaire optant en 1871, qui finit par devenir percepteur dans le Doubs et les Vosges occidentales. Il suit l'essentiel de sa scolarité secondaire au collège-lycée de Saint-Dié, ville de la montagne vosgienne proche de l'Alsace où son père installe sa petite famille à sa retraite administrative en 1888. Le bachelier intègre l'École normale supérieure en 1894. Il passe son agrégation de lettres trois ans plus tard, et commence une carrière itinérante de professeur de lettres, au lycée de Bourg, Douai, Marseille, pour finir à Paris au lycée Condorcet en 1908.
La mobilisation de 1914 interrompt sa carrière professorale : il est mobilisé d'abord comme officier d'administration, puis affecté à l'état-major de la 59e division d'infanterie sur le front de Lorraine ; son unité est en particulier sur le front à Verdun en mai 1916. Avec le grade de capitaine, Paul Elbel est ensuite nommé au camp retranché de Paris. En septembre 1917, le ministre Étienne Clémentel l'appelle pour servir au secrétariat d'État de la marine marchande. Il est un simple commis au secrétariat général de ce petit ministère. Le 1er février 1918, il est versé dans les services techniques du commerce national. Même s'il retrouve ses élèves à Condorcet au sortir de la Grande Guerre, il est puissamment attiré par la fonction de direction technique du commerce, qu'il a quittée. En novembre 1919, il est chef adjoint au cabinet du ministre du commerce.
Il est directeur du Comité d'action économique et douanière. Il est souvent délégué à la Société des Nations et devient, en tant que directeur des accords commerciaux en juillet 1928 un des piliers de la technocratie nationale initiée par son mentor, Clémentel, auquel il reste fidèle au-delà de sa mort. En juillet 1930, il est désigné président du comité économique de Société des Nations et exerce son mandat de sept ans.

## Parcours politique
Après une déjà longue carrière de grand commis de l'État, Paul Elbel se décide à se présenter aux législatives dans un arrondissement des Vosges, il choisit naturellement celui de Saint-Dié, où ses parents avaient pris leur retraite et d'où son épouse Marguerite était originaire. Las, parvenu au second tour, en mai 1932, il fut battu sur le fil par Constant Verlot, maire et conseiller général du canton de Senones, probablement par l'irruption inédite de l'abbé Paul Robert dans les joutes électorales locales.
Mais onze mois plus tard, la disparition du notable rival vosgien rouvre un débat électoral. Il est cette fois-ci, le 18 juin 1933, élu député radical des Vosges de 1933 et, réélu le 3 mai 1936 sous la même étiquette, le reste jusqu'à sa mort en 1940.

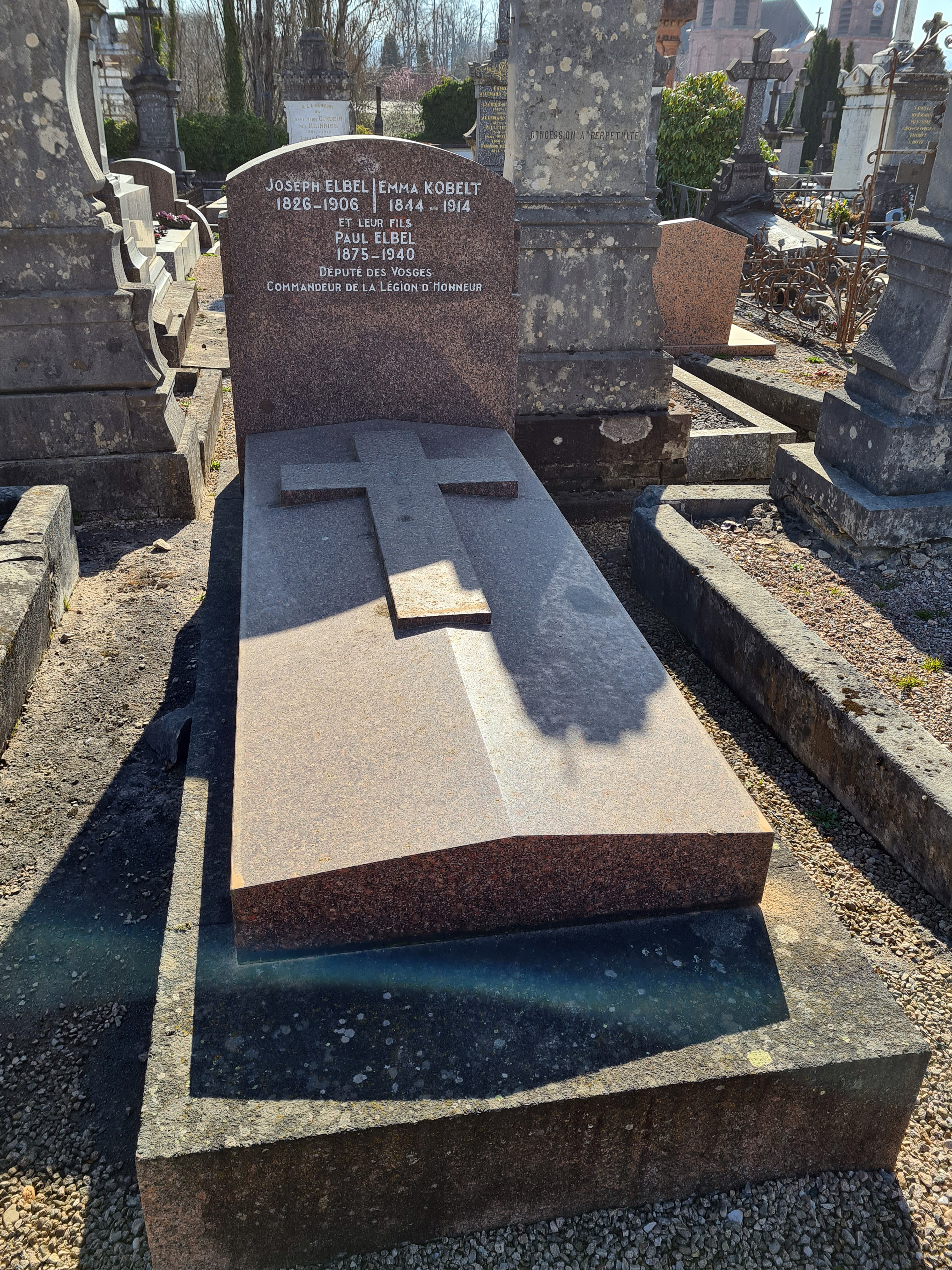
Tombe de Paul Elbel et de ses parents au cimetière rive droite de Saint-Dié-des-Vosges.

Le parlementaire, très actif sur les questions économiques et commerciales, préside dès la fin 1933 le groupe radical-socialiste à la Chambre jusqu'en février 1938. Il y préconise une monnaie de compte internationale.
L'ancien technocrate de la marine et du commerce, libéré de ces fonctions à la SDN, est nommé ministre de la Marine marchande du 18 janvier au 13 mars 1938 dans le gouvernement Camille Chautemps (4). Il s'attache pendant son court mandat de deux mois à revaloriser les installations portuaires du Havre, cruciale pour l'économie du Nord-Est en cas de conflit.
L'ancien ministre Paul Elbel est agressé par coups de poing à la tête par un boutiquier fanatique, à Étaples, au cours d'une réunion publique où il prêchait l'union et la concorde pacifique des nations. L'hospitalisation n'ayant pu sauver l'œil touché par les éclats de son lorgnon, les chirurgiens doivent avoir recours à une énucléation.
Le mardi 4 avril 1940, Paul Elbel parle encore de ses sujets de prédilection à la tribune de la Chambre. Mais, semble-t-il, moins convaincant qu'à l'habitude, il souffre déjà du mal d'appendicite, qui l'emporte en cinq jours . Il est inhumé à Saint-Dié.

## À l'origine d'une fête des Jonquilles
Paul Elbel lance l'idée d'une fête touristique gérômoise. Dans ses tournées champêtres, il avait vu les plus modestes paysans des vallées ou des Hauts, des environs de Plainfaing, de Clefcy, de La Bresse ou Gérardmer, ou d'Alsace francophone voisine, par exemple le val d'Orbey cueillir et offrir des narcisses jaunes, appelés de diverses manières dialectales gauglés à Plainfaing, cloches de mars ou clochettes d'avril, claudinettes par les vieux naturalistes, marteaux ou maïté à La Bresse, narcisses bonhomme au col du Bonhomme, narcisses jonquille, voire jonquilles par les journalistes locaux.
L'Amicale motocycliste de Gérardmer, familier de ses manifestations de joie, souvent étalées dans le temps, précoces dans les vallées alsaciennes et plus tardives sur les sommets, accessibles par les petites routes, répond à l'appel du député. Ainsi, à l'initiative de leur représentant politique, malheureusement absent ce lundi de Pâques-là, le 22 avril 1935, la première fête des jonquilles voit le jour avec un corso fleuri, encadré par les motos des adhérents et sympathisants. La fête fut ensuite bisannuelle.

## Hommage local
Deux écoles publiques à Saint-Dié-des-Vosges, une primaire élémentaire 12, rue Thurin et une maternelle publique 19, rue du Breuil portent son nom. Proche du quartier d'habitat rénové du Breuil, construit en grande partie sur l'ancien site industriel Blech et Trimbach, elles sont accessibles par voie piétonnière de la rue Thurin.
Un bureau de vote, à l'origine située dans la petite école maternelle, est aussi dénommé en son honneur.
Paul Elbel était attaché à la bibliothèque municipale de Saint-Dié et a contribué à sa pérennité pendant son mandat. Il a aussi laissé quelques allocutions et propos publiés dans les bulletins de la Société philomatique vosgienne, alors présidé à la fin des années trente par le bibliothécaire Augustin Pierrot.

## Distinctions
- Commandeur de la Légion d'honneur (5 février 1929)[5]
- Croix de guerre 1914–1918
- Commandeur de l'ordre du Mérite maritime, de droit en tant que ministre de la Marine marchande[6].